# گریاچ
گریاچ (به صربی: Grejač) یک منطقهٔ مسکونی در صربستان است که در الکسیناتس واقع شده‌است. گریاچ ۶۹۶ نفر جمعیت دارد.